# Feketefejű gyurgyalag
A feketefejű gyurgyalag (Merops breweri) a madarak osztályának a szalakótaalakúak (Coraciiformes) rendjéhez, ezen belül a gyurgyalagfélék (Meropidae) családjához tartozó faj.

## Rendszerezése
A fajt John Cassin amerikai ornitológus írta le 1859-ben, a Meropogon nembe Meropogon Breweri néven.

## Előfordulása
Afrikában Angola, a Közép-afrikai Köztársaság, a Kongói Köztársaság, a Kongói Demokratikus Köztársaság, Elefántcsontpart, Gabon, Ghána, Nigéria és Szudán területén honos.
Természetes élőhelyei a szubtrópusi és trópusi síkvidéki esőerdők, mocsári erdők és szavannák, folyók és patakok környéke, valamint últetvények és vidéki kertek. Állandó, nem vonuló faj.

## Megjelenése
Testhossza 28 centiméter, testtömege 54 gramm.

## Életmódja
Rovarokkal táplálkozik, főleg méhekkel és darazsakkal.

## Természetvédelmi helyzete
Az elterjedési területe rendkívül nagy, egyedszáma viszont csökkenő, de még nem éri el a kritikus szintet. A Természetvédelmi Világszövetség Vörös listáján nem fenyegetett fajként szerepel.